# Mortes em massa em Estados comunistas

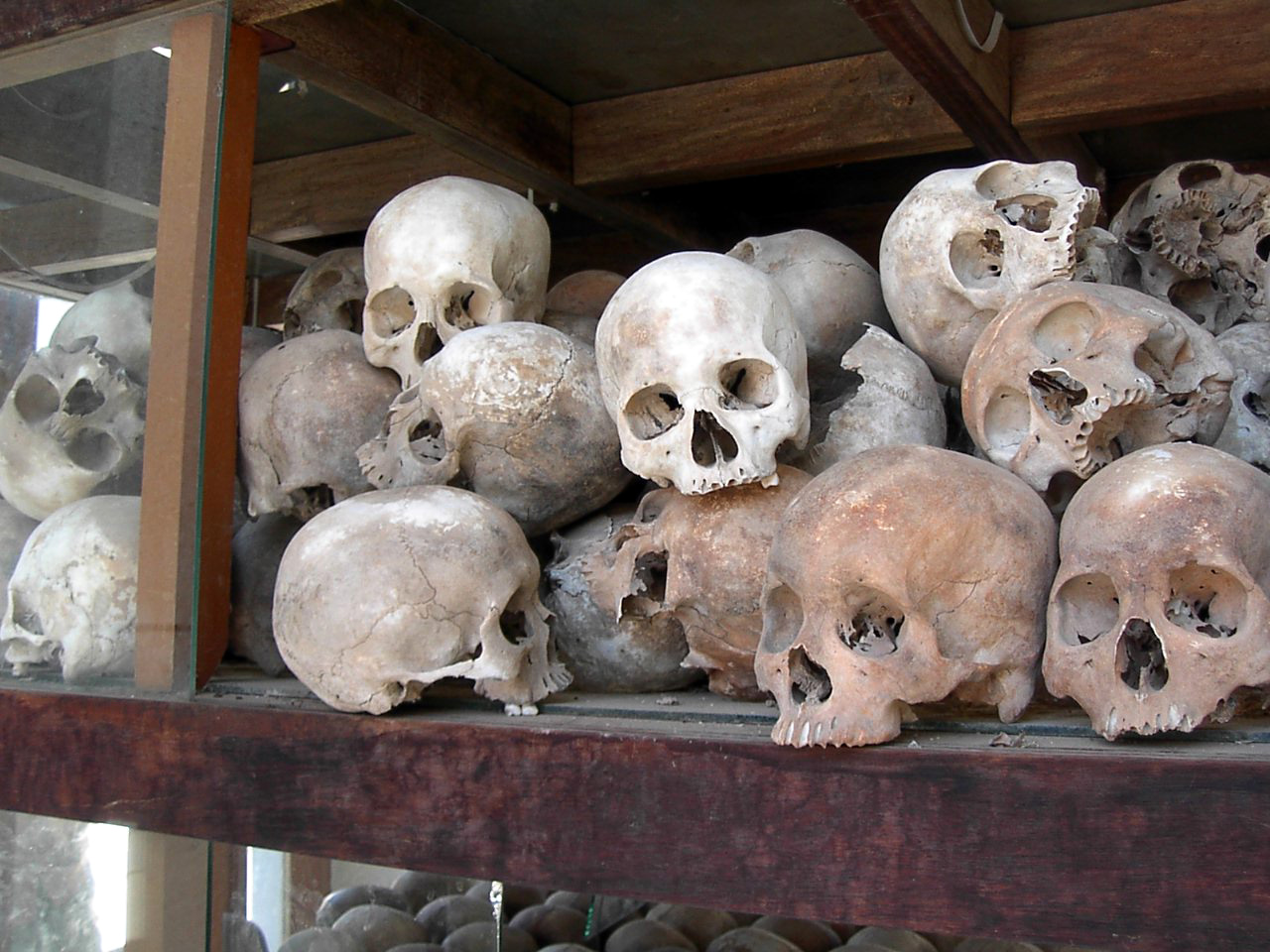
Crânios de vítimas do regime do Khmer Vermelho no Camboja.

As mortes em massa sob regimes comunistas foram genocídios ou outros crimes em massa cometidos por regimes comunistas, realizados por diversos meios durante o século XX, incluindo execuções, fome, mortes por trabalho forçado, deportação, inanição e prisão. Alguns desses eventos foram classificados como genocídios ou crimes contra a humanidade. Coletivamente, os Estados comunistas mataram cerca de 100 milhões de pessoas, mais do que todos os outros regimes repressivos combinados durante o mesmo período.
As estimativas incluem não apenas os assassinatos em massa ou execuções que tiveram lugar durante a eliminação de opositores políticos, guerras civis, campanhas de terror e coletivização agrícola forçada, mas também vidas perdidas devido a guerra, fome, doenças e exaustão por trabalho forçado em Gulags.A negligência, interesses políticos e erros na gestão dos governos contribuíram para essas calamidades. Outros termos foram usados para descrever esses eventos, incluindo classicídio, democídio, holocausto vermelho e politicídio.
Os maiores índices de mortes documentados em Estados comunistas teriam ocorrido na União Soviética sob Josef Stalin, na República Popular da China sob Mao Tsé-Tung, e no Camboja sob o Khmer Vermelho. A República Tcheca consagra na sua constituição de 1992 a pena de prisão para quem negar, duvidar, aprovar ou sequer tentar justificar o genocídio comunista, assim como o genocídio nazista. No 80º aniversário da Revolução Russa, foi lançado o compêndio das mortes em massa pelo comunismo na obra O Livro Negro do Comunismo, editado por Stéphane Courtois.

## Terminologia

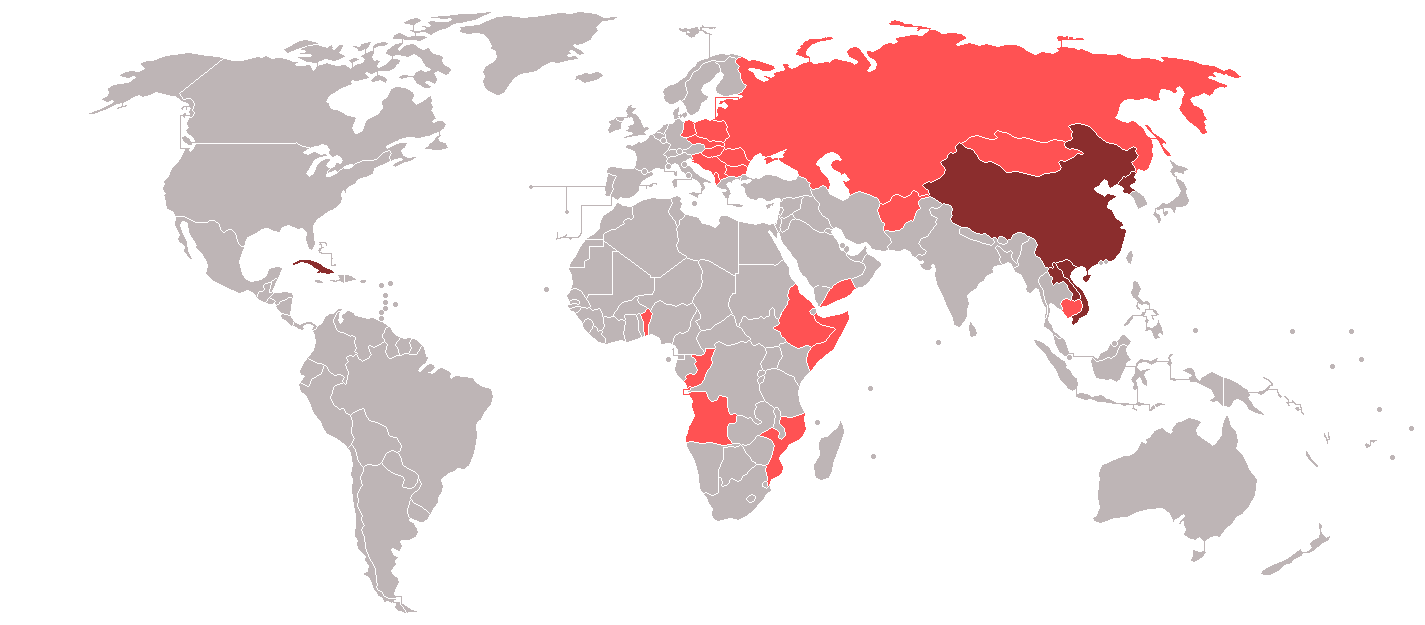
Mapa político do mundo mostrando os Estados comunistas do passado e do presente.
Estados comunistas que existiram no passado.
Estados comunistas que existem atualmente.

A expressão "regimes comunistas" não tem definição concreta, referindo-se, conforme as fontes, tanto aos países que se declararam ser, ou que meramente simpatizaram com o socialismo sob a definição marxista-leninista, stalinista ou maoísta. Segundo o historiador Klas-Göran Karlsson, as discussões sobre o número de vítimas dos regimes comunistas são "extremamente extensas e ideologicamente tendenciosas". Qualquer tentativa de estimar o número total de assassinatos sob regimes comunistas depende em grande parte de definições, que variam de um mínimo de 10 a 20 milhões a um máximo de 148 milhões. O cientista político Rudolf Rummel e o historiador Mark Bradley escreveram que, embora os números exatos sejam contestados, a ordem de magnitude não é. De acordo com a professora Barbara Harff, Rummel e outros acadêmicos especializados no tópico de genocídio estão focados principalmente em estabelecer padrões e testar diferentes explicações teóricas para genocídio e assassinatos em massa. Eles trabalham com grandes conjuntos de dados que descrevem eventos de mortalidade em massa em escala global e devem confiar em dados seletivos fornecidos por especialistas do país; Os pesquisadores não podem esperar precisão absoluta, nem isso é exigido como resultado de seu trabalho.
Qualquer tentativa de estimar o número total de assassinatos em regimes comunistas depende em grande parte de definições. O historiador Alexander Dalin argumentou que a ideia de agrupar países díspares como Afeganistão e Hungria carece de uma explicação adequada. Durante a Guerra Fria, alguns autores (Todd Culberston), dissidentes (Alexander Solzhenitsyn) e anticomunistas em geral tentaram fazer avaliações tanto para países específicos quanto globalmente. Os estudiosos do comunismo geralmente se concentram em países individuais, enquanto os estudiosos do genocídio tentam fornecer uma perspectiva mais global, sustentando que seu objetivo não é a contabilidade, mas sim o estabelecimento de padrões. Acadêmicos especializados no tema do comunismo debatem estimativas de mortos pela União Soviética, não por todos os regimes comunistas. A tentativa foi popularizada pela introdução do Livro Negro do Comunismo, que foi controverso no meio acadêmico.
Do mesmo modo, não existe terminologia aceita consensualmente para descrever a matança intencional de um grande número de não-combatentes. De acordo com o historiador Anton Weiss-Wendt, no campo dos estudos comparativos de genocídio, "há muito pouco consenso sobre princípios definidores como a definição de genocídio, tipologia, aplicação de métodos comparativos e período de tempo". Certos termos têm sido usados, variando conforme a fonte:
- Genocídio: sob a Convenção do Genocídio de 1948, o crime de genocídio se refere ao assassinato em massa de grupos étnicos, em vez de grupos políticos ou sociais. A proteção a grupos políticos foi eliminada da resolução da ONU, após uma segunda votação, porque muitos Estados, incluindo a URSS de Stalin,[21] temiam que essa cláusula pudesse ser usada para impor limitações ao seu direito de suprimir conflitos internos.[22][23]
- Assassinato em massa: Em oposição ao genocídio, o assassinato em massa é um termo mais direto.[24] Foi definido por Benjamin Valentino como "o assassinato intencional de um grande número de não-combatentes", onde um "grande número" é definido como pelo menos 50.000 mortes intencionais ao longo de cinco anos ou menos.[25] Ele aplica esta definição a todos os casos da União Soviética de Lenin e Stalin, República Popular da China na era Mao, e no Camboja sob o Khmer Vermelho, embora admitindo que os assassinatos em massa em uma escala menor também parecem ter sido realizados por regimes na Coreia do Norte, Vietnã, Europa Oriental e África.[6] Além de Valentine, o cientista político Jay Ulfelder usou um limite de pelo menos 1.000 pessoas mortas.[26] O professor de psicologia Erwin Staub definiu o assassinato em massa como “o assassinato de membros de um grupo sem a intenção de eliminá-lo por completo ou o assassinato de um grande número de pessoas sem uma definição precisa de pertencimento ao grupo. No assassinato em massa, o número de pessoas mortas é geralmente menor do que no genocídio.”[27]
- Politicídio: termo utilizado para descrever a morte de grupos políticos ou econômicos que seriam abrangidos pela Convenção do Genocídio.[28] Manus I. Midlarsky usa o termo "politicídio" para descrever um arco de assassinatos em massa a partir de partes ocidentais da União Soviética até China e Camboja.[29] Em seu livro The Killing Trap: Genocide in the Twentieth Century, Midlarsky aponta similaridades entre as mortes causadas por Stalin e Pol Pot.[30]
- Democídio: O cientista político Rudolf Rummel cunhou tal termo, que inclui genocídio, politicídio e assassinato em massa.[31][32] Definiu democídio como "o assassinato deliberado de uma pessoa desarmada ou desarmada por agentes do governo agindo em sua capacidade autoritária e de acordo com a política governamental ou alto comando".[33] Helen Fein chamou as mortes estatais em massa na União Soviética e no Camboja como "genocídio e democídio."[34] Frank Wayman e Atsushi Tago demonstraram a importância de uma terminologia em que, dependendo do uso de "democídio" (matança generalizada patrocinada pelo governo) ou "politicídio" (eliminação de grupos politíticos opositores) como critério para inclusão num conjunto de dados, de análises estatísticas procurando estabelecer uma ligação entre as mortes em massa possam produzir resultados muito diferentes, incluindo a importância ou não do tipo de regime.[35]
- Crime contra a humanidade: Jacques Sémelin e Michael Mann acreditam que "crime contra a humanidade" é mais apropriado do que "genocídio" e "politicídio" quando se fala da violência por parte dos regimes comunistas.[36] O historiador Klas-Göran Karlsson usa o termo definindo-o como "assassinato em massa direto de elementos politicamente indesejáveis, bem como deportações forçadas e trabalho forçado". O termo pode ser muito amplo no sentido de que os regimes tinham como alvo grupos de seus próprios cidadãos, mas ele o considera útil como um termo jurídico amplo que enfatiza ataques a populações civis e porque os crimes rebaixam a humanidade como um todo. Alguns historiadores[37] acreditam que crimes contra a humanidade são um termo mais apropriado do que genocídio e politicídio quando se referem aos crimes dos regimes comunistas.[38]
- Classicídio: Michael Mann propôs o termo para designar o "assassinato em massa direcionado a grupos sociais inteiros".[39] O classicídio é considerado um "assassinato em massa premeditado", mais específico que o genocídio, pois tem como alvo um segmento da população definido por seu status social, mas mais amplo que a política, pois o grupo é alvo independentemente de sua atividade política.[40]
- Terror: Stephen Wheatcroft observa que, no caso soviético, termos como "terror", "expurgo", e "repressão" (este último principalmente em russo comum) coloquialmente referem-se aos mesmos eventos e, ele acredita que os termos mais neutros são "repressão" e "mortes em massa".[19]
- Holocausto Vermelho: um termo cunhado pelo Instituto de História Contemporânea de Munique,[41] foi usado pelo professor de sistemas econômicos comparativos, Steven Rosefielde, para os "assassinatos em tempos de paz" comunistas, afirmando que "pode ser definido para incluir todos os assassinatos (execuções terroristas sancionadas por tribunal), homicídio culposo (trabalho forçado letal e limpeza étnica) e homicídio culposo criminoso (fome terrorista) decorrentes de ações insurgentes e guerras civis anteriores à tomada do Estado, e todos os crimes subsequentes dentro do Estado".[42] O Congresso dos Estados Unidos fez referência a tais mortes em massa como "um holocausto comunista imperial sem precedentes"[43][44] enquanto a Fundação Memorial das Vítimas do Comunismo estabelecida pelo Congresso dos EUA refere-se a este como "holocausto comunista".[45]

## Estimativas

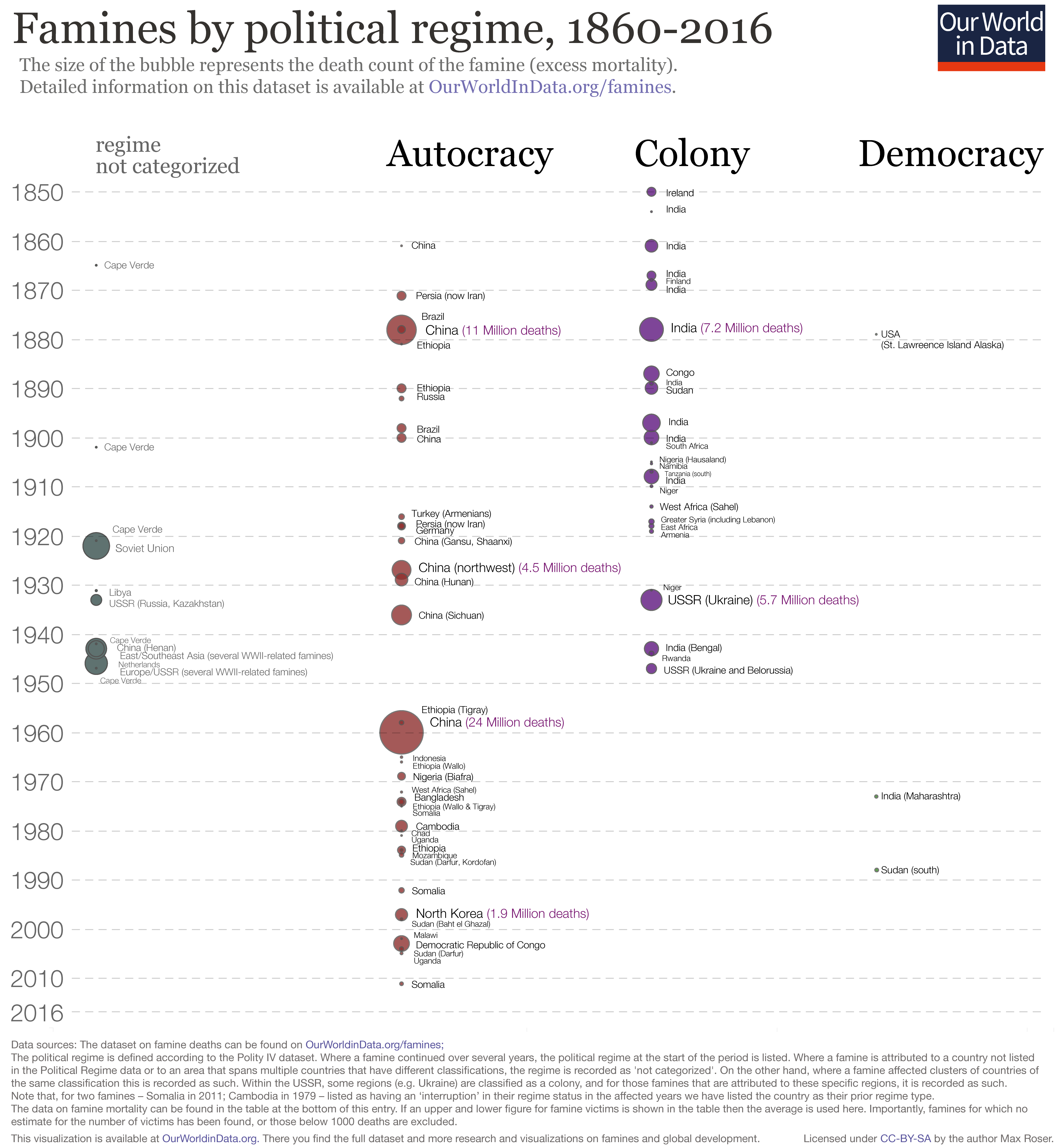
Algumas das maiores fomes da história ocorreram em regimes comunistas, como a China comunista e a União Soviética. Nota: algumas fomes na União Soviética ocorreram em várias regiões que tinham regimes políticos diferentes (autocracia e colónia), pelo que estão classificadas como regimes não categorizados.

As tentativas de estimativa notáveis incluem o seguinte:
- Em 1993, Zbigniew Brzezinski, ex-assessor de segurança nacional do ex-presidente dos Estados Unidos Jimmy Carter, escreveu que "o esforço fracassado de construir o comunismo no século XX consumiu a vida de quase 60 milhões de pessoas".[47]
- Em 1994, o polemizado livro Death by Government do autor e academico Rudolph Joseph Rummel incluiu cerca de 110 milhões de pessoas, estrangeiras e não-estrangeiras, mortas pelo democídio comunista de 1900 a 1987.[48] Este total excluiu as mortes da Grande Fome Chinesa de 1958-1961 devido à crença do Autor de que "embora as políticas de Mao fossem responsáveis pela fome, ele foi enganado sobre isso e, finalmente, quando descobriu, parou e mudou suas políticas."[49][50] Rummel mais tarde revisaria sua estimativa de 110 milhões para cerca de 148 milhões[51] devido a informações adicionais sobre a culpa de Mao na Grande Fome Chinesa de Mao: A História Desconhecida, incluindo a pesquisa de Jon Halliday e Jung Chang das estimativas de 38 milhões de mortes pela fome.[52][53]
- Em 2014, a professora de política chinesa Julia Strauss escreveu que, embora houvesse o início de um consenso acadêmico sobre números de cerca de 20 milhões de mortos na União Soviética e 2 a 3 milhões no Camboja, não havia tal consenso sobre os números da China.[54]
- Em 2017, o historiador Stephen Kotkin escreveu no The Wall Street Journal que 65 milhões de pessoas morreram sob regimes comunistas de acordo com demógrafos, e essas mortes foram resultado de "deportações em massa, campos de trabalhos forçados e terror policial", mas principalmente "de fome", mortes essas de resultado de seus projetos cruéis de engenharia social."[55][56]

## Causas propostas

### Ideologia

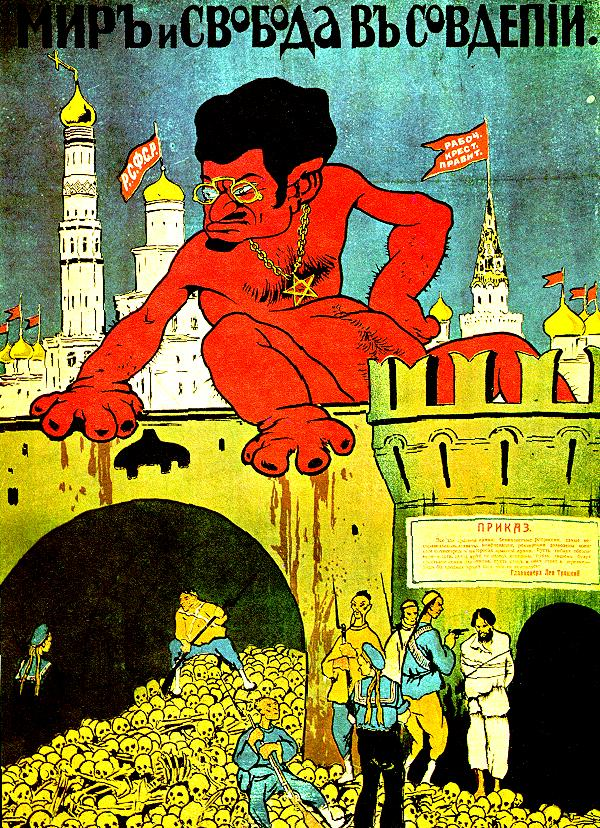
Миръ и свобода въ Совдепiи "Paz e Liberdade na Sovdepiya" (Rússia soviética). Propaganda do Exército Branco, braço armado do Movimento Branco, durante a Guerra Civil Russa. Mostra o criador do Exército Vermelho, Leon Trotsky, como um gigantesco demônio e soldados chineses (abaixo, com uniformes azuis e dourados, usando tranças) numerosos no Exército Vermelho, executando um prisioneiro e amontoando ossos humanos.

Teorias, como as de R. J. Rummel, que apontam o comunismo como um fator causal significativo nos assassinatos em massa atraíram disputa por parte de acadêmicos simpatizantes de ideologias ligadas ao comunismo. De acordo com R. J. Rummel, os assassinatos cometidos pelos regimes comunistas podem ser explicados com o casamento entre um poder absoluto e uma ideologia absolutista o marxismo.
"De todas as religiões, seculares e de outra forma," Rummel posiciona o marxismo como a "de longe a mais sangrenta. Mais do que a inquisição católica, as várias cruzadas católicas e a Guerra dos Trinta Anos entre católicos e protestantes. Na prática, o marxismo significa terrorismo sangrento, expurgos mortais, campos de prisioneiros letais, assassinatos por trabalho forçado, deportações fatais, fomes provocadas pelo homem, execuções extrajudiciais e julgamentos de fachada fraudulentos, assassinatos em massa a título definitivo e genocídio". Ele escreve que, na prática, os marxistas viram a construção de sua utopia como "a guerra contra a pobreza, a exploração, o imperialismo e a desigualdade social e, como numa verdadeira guerra, não-combatentes seriam infelizmente vitimados pela batalha. Haveria necessárias baixas inimigas: o clero, burgueses, capitalistas "sabotadores", os intelectuais, os contrarrevolucionários, direitistas, tiranos, ricos e os proprietários. Como numa guerra, milhões poderiam morrer, mas essas mortes seriam justificadas até o final. Para os marxistas dominantes, a meta de uma utopia comunista era suficiente para justificar todas estas mortes."
Em seu livro Red Holocaust, Steven Rosefielde argumenta que as contradições internas do comunismo "causaram a morte" de cerca de 60 milhões de pessoas e, talvez, mais dezenas de milhões, e que neste "Holocausto Vermelho", os assassinatos em massa em tempos de paz e outros crimes relacionados contra a humanidade perpetrados por líderes comunistas, como Josef Stalin, Kim Il Sung, Mao Tse-tung, Ho Chi Minh e Pol Pot, devem ser a peça central de qualquer avaliação do comunismo. Ele afirma que os líderes acima mencionados são "coletivamente culpados de homicídios dolosos numa escala de holocausto."
Robert Conquest salientou que os expurgos de Stalin não eram contrários aos princípios do leninismo, mas sim uma consequência natural do sistema estabelecido por Lenin, que pessoalmente ordenou a morte de grupos locais de prisioneiros inimigos de classe, dizendo: "Dito de outra forma, Stalin deu início a muito pouco do que Lenin já não tivesse introduzido ou previsto."
Anne Applebaum afirma que, "sem exceção, a crença leninista no estado de partido único foi e é característica de cada regime comunista", e "o uso da violência bolchevique foi repetido em todas as revoluções comunistas." Frases ditas por Lenin e pelo fundador Tcheka Félix Dzerjinsky foram implantados em todo o mundo. Ela observa que tão tarde quanto 1976, Mengistu Haile Mariam desencadeou um "Terror Vermelho" na Etiópia.
Segundo Françoise Thom, o comunismo trava uma guerra contra a natureza humana, crê ser uma teoria com base "científica" e, que objetiva criar o "Novo Homem."[carece de fontes?] Thom também afirma que o comunismo é baseado numa falsa sociologia.
Em The Lost Literature of Socialism, o historiador literário George Watson viu o socialismo como conservador, uma reação contra o liberalismo e uma tentativa de retornar à antiguidade e hierarquia. Ele afirma que os escritos de Friedrich Engels e outros mostram que "a teoria marxista da história exigiu e demandou genocídios por razões implícitas em sua alegação de que o feudalismo, que em países avançados dava lugar ao capitalismo, deveria por sua vez ser substituído pelo socialismo. Nações inteiras seriam deixados para trás após uma revolução dos trabalhadores, sendo resquícios feudais na era socialista, e uma vez que não poderiam avançar dois passos de cada vez, eles teriam de ser mortos. Eles eram Völkerabfälle ("lixo racial"), como Engels chamou-os e só poderiam servir como escória para a história".

### Condições para crise
Eric D. Weitz diz que os assassinatos em massa em estados comunistas são consequências naturais da incapacidade do Estado de direito, visto comumente em períodos de convulsão social no século XX. Nos assassinatos em massa comunistas, os "genocídios ocorreram em momentos de crise social extrema, na maioria das vezes, geradas pelas próprias políticas dos regimes." Não são uma inevitabilidade, mas sim o resultado de decisões políticas.
Stephen Hicks da Rockford University atribui a violência característica dos regimes socialistas do século XX ao abandono das proteções de direitos civis e de rejeição dos valores da sociedade civil desses regimes coletivistas. Hicks escreve que, enquanto "na prática, cada país capitalista liberal tem um histórico sólido de respeito pelo ser humano, aos direitos e liberdades para tornar possível às pessoas criarem uma vida frutífera e significativa", no socialismo "na prática, com o tempo e, mais uma vez, provou-se mais brutal do que as piores ditaduras anteriores ao século XX. Cada regime socialista degenerou-se numa ditadura e começou a matar pessoas em grande escala."
O Livro Negro do Comunismo, um conjunto de ensaios acadêmicos sobre assassinatos em massa sob os regimes comunistas, detalha "crimes, terror e repressão da Rússia de 1917 ao Afeganistão, de 1989". Courtois faz uma calra associação entre comunismo e criminalidade: "regimes comunistas... tornaram-se crimes em massa num sistema desenvolvido de governo" e diz que esta criminalidade reside no nível da ideologia, em vez de a prática do estado.
Benjamin Valentino escreve que as estratégias de assassinatos em massa são escolhidas pelos comunistas para despojar economicamente um grande número de pessoas. "Transformações sociais desta velocidade e magnitude têm sido associados com mortes em massa por duas razões principais: primeiro, os deslocamentos sociais maciços produzidos por tais mudanças levam muitas vezes a um colapso econômico, epidemias e, mais importante, fomes generalizadas... a segunda razão que os regimes comunistas empenhados na transformação radical da sociedade têm sido associados a matança em massa é que as mudanças revolucionárias que tenham exercido entraram em choque inexoravelmente com os interesses fundamentais de grandes segmentos de suas populações. Poucas pessoas têm se mostrado dispostas a aceitar tais sacrifícios de longo alcance sem intensos níveis de coerção".
Michael Mann escreve: "As maiores taxas de mortalidade comunistas não tinham a intenção, mas resultaram de erros de política gigantescos agravados pelo partidarismo, e também um pouco por uma visão insensível ou vingativa sobre as vítimas."
De acordo com Jacques Semelin, "sistemas comunistas emergentes do século XX acabaram destruindo suas próprias populações, não porque planejavam aniquilá-las como tal, mas porque tiveram como objetivo reestruturar o "corpo social" de cima para baixo, mesmo que isso significasse remove-lo e feri-lo para se adequar ao seu novo 'Prometeu político' imaginário."

### Outras

#### Valores seculares
Alguns defensores de normas éticas tradicionais e fé religiosa argumentam que as mortes foram, pelo menos em parte, o resultado de um enfraquecimento da fé e o desencadeamento dos valores radicais do iluminismo europeu sobre o mundo moderno. Observando esse tipo de tendência na crítica acadêmica, o cientista político da Universidade de Oklahoma, Allen D. Hertzke cita as idéias do escritor católico e historiador britânico Paul Johnson e escreve:
| “ | [A] mudança no clima intelectual veio da crítica das falhas percebidas e antolhos do projeto secular. Para ter certeza, essa crítica não é universalmente compartilhada, mas um vasto conhecimento, juntamente com a proliferação de revistas de opinião e think tank's, catalogando as consequências do abandono das âncoras sociais transcendentais. Epitomizando este pensamento o livro magistral de Paul Johnson Modern Times, ataca o pressuposto iluminista comum que menos fé religiosa iguala necessariamente mais liberdade humana ou democracia. O colapso do impulso religioso entre as classes educadas na Europa no início do século XX, ele argumenta, deixou um vácuo que foi preenchido por políticos exercendo o poder sob a bandeira de ideologias totalitárias - "sangue e solo", fascismo ou comunismo ateu. Assim, a tentativa de viver sem Deus fez ídolos políticos e produziu no século os "estadistas gangsters"- Stalin, Hitler, Mao, Pol Pot - cujo "apetite insaciável para controlar a humanidade" desencadeou horrores inimagináveis. Ou como T. S. Eliot diz: "Se você não deseja Deus (e ele é um Deus ciumento) você deve prestar seus respeitos a Hitler ou Stalin." | ” |

#### Responsabilidades pessoais
O estudioso da história russa e do mundo John M. Thompson, descreve o sistema de terror desenvolvido durante a Era Stalin como "intrigante"; investigando a história russa, ele postula a escala das mortes na União Soviética na década de 1930 como uma função da centralização extrema do poder e da tomada de decisões nas mãos de um ditador que, inevitavelmente, acaba ocorrendo em regimes comunistas. No caso, do líder soviético Josef Stalin, afirmando especificamente:
| “ | Tentativas de explicar este período de pesadelo como a consolidação de Stalin e a remodelação do poder, ou a purificação do partido como um componente evolutivo do sistema stalinista de alguma forma fora de controle, ou como esforço friamente calculado de Stalin para preparar o país para a guerra e garantir que ele teria uma mão livre na política externa são, isoladamente ou mesmo em conjunto, simplesmente não são convincentes. Desde que Stalin destruiu ambos, os registros e a maioria dos altos funcionários envolvidos, nós provavelmente nunca saberemos precisamente o que levou aos expurgos e ao terror. Considerações racionais e políticas, sem dúvida, haviam, mas nenhuma explicação convincente desta época deve ter em conta a personalidade e as perspectivas de Stalin. Muito do que ocorreu só faz sentido se resultou em parte da mentalidade perturbada, crueldade patológica, e paranóia extrema do próprio Stalin. Inseguro, apesar de ter estabelecido uma ditadura sobre o partido e o país, hostil e defensivo quando confrontado com as críticas aos excessos da coletivização e os sacrifícios exigidos pela industrialização de ritmo acelerado, e profundamente desconfiado de que os passados, presentes e até mesmo os ainda desconhecidos futuros adversários conspiravam contra ele, Stalin começou a agir como uma pessoa sitiada. Ele logo revidava contra os inimigos, reais ou imaginários. | ” |

## Comparação com outros assassinatos em massa
Daniel Goldhagen argumenta que os regimes comunistas do século XX "mataram mais pessoas do que qualquer outro tipo de regime". Outros estudiosos nas áreas de história do comunismo e estudos de genocídios, como Steven Rosefielde, Benjamin Valentino, e R.J. Rummel, chegaram a conclusões semelhantes. Rosefielde afirma que é possível que o "Holocausto Vermelho" tenha matado mais não combatentes do que o "Shoah" (holocausto) e os crimes de guerra do Japão combinados, e "este foi pelo menos tão hediondo, dada a singularidade de genocídio de Hitler". Rosefielde também observa que "enquanto está em voga mitigar o Holocausto Vermelho, observando que o capitalismo matou milhões nas colônias no século XX, principalmente através fomes provocadas pelo homem, nenhum inventário de tais homicídios culposos e dolosos chega perto ao total Holocausto Vermelho".

## Países onde ocorreram assassinatos em massa

### União Soviética

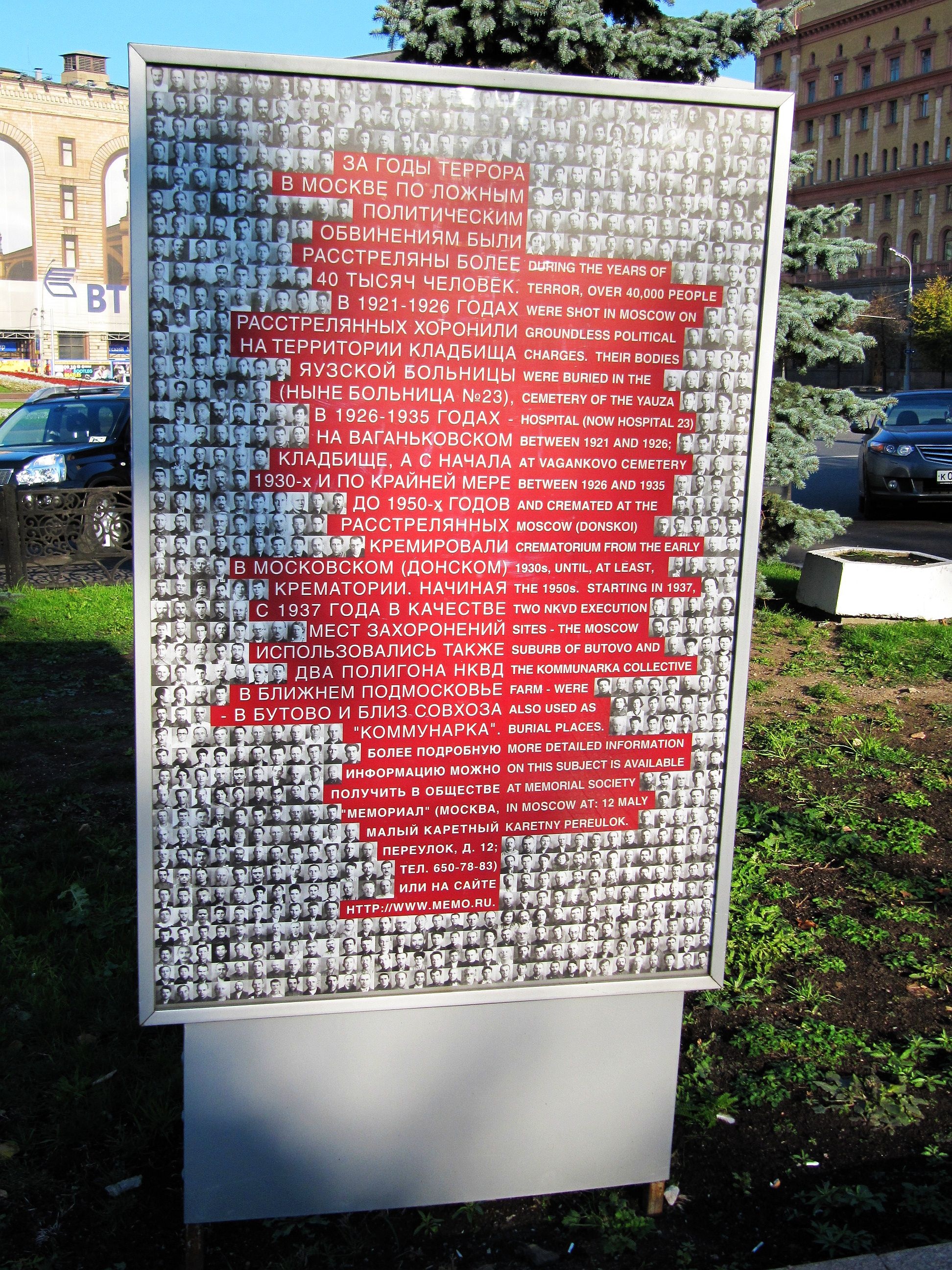
Memorial Pedra de Solovetsky sobre a repressão soviética na Praça Lubyanka próximo da sede da KGB. O memorial foi erguido pelo grupo de direitos humanos Memorial na URSS em 1990 em memória das mais de 40.000 pessoas inocentes executadas em Moscou durante os "anos de terror".

Vítimas do Grande Expurgo fuzilados no Campo de tiro de Butovo. Fotos retiradas de processos de inquérito, com dados sobre o número de pessoas baleadas por dia no campo entre Agosto de 1937 e Outubro de 1938. Localiza-se na entrada do campo, atualmente transformado em memorial pela igreja russa. Aproximadamente 1.000 sacerdotes ortodoxos foram fuzilados ali (ver: Perseguição aos Cristãos na União Soviética e Perseguição aos Cristãos no Bloco do Leste).

Após a dissolução da União Soviética, evidências de arquivos soviéticos restantes que não foram destruidos durante o período comunista tornaram-se disponíveis, contendo registros oficiais da execução de cerca de 800.000 prisioneiros na Era Stalin tanto para crimes comuns quanto para políticos, em torno de 1,7 milhões de mortes nos Gulags e cerca de 390.000 mortes de cúlaques durante os reassentamentos forçados e transferências populacionais - totalizando cerca de 3 milhões de vítimas registradas oficialmente nestas categorias.
As estimativas sobre o número de mortes provocadas pelo regime de Stalin são muito debatidas por estudiosos da história soviética e da estudos comunistas. Os resultados publicados variam dependendo do momento em que a estimativa foi feita, dos critérios e métodos utilizados para as estimativas e das limitadas fontes oficias que, em sua maioria, foram aniquiladas durante o regime comunista. Alguns historiadores tentam fazer estimativas separadas para diferentes períodos da história soviética, com perdas para o período estalinista variando de 8 a 61 milhões. Vários estudiosos, entre eles o biógrafo de Stalin Simon Sebag Montefiore, o ex-membro do Politburo Alexander Yakovlev e, o diretor da série "Annals of Communism" da Universidade de Yale, Jonathan Brent, colocam o número de mortos em cerca de 20 milhões.
Robert Conquest, na última revisão (2007) de seu livro o The Great Terror, estima que, embora números exatos nunca sejam precisos, os líderes comunistas da URSS foram responsáveis por nada menos que 15 milhões de mortes.
De acordo com Stephen G. Wheatcroft, o regime de Stalin pode ser acusado de causar as "mortes intencionais" de cerca de um milhão de pessoas, embora o número de mortes causadas por "negligência criminosa" do regime e "crueldade" foi consideravelmente maior e, muito provavelmente, exceda as causadas por Hitler. Wheatcroft exclui todas as mortes por fome como "mortes intencionais", e afirma que aqueles enquadram-se melhor na categoria de "execução" em vez de "assassinato". No entanto, algumas das ações do regime de Stalin, não apenas aquelas durante o Holodomor, mas também deskulakização e, específicas em relação a determinados grupos étnicos, podem ser consideradas como genocídio,
 pelo menos em sua definição comum.
O estudioso de genocídios Adam Jones afirma que "há muito pouco no registro da experiência humana para coincidir com a violência desencadeada entre 1917, quando os bolcheviques tomaram o poder, e 1953, quando Josef Stalin morreu e a União Soviética mudou para adotar uma política interna mais contida e menos assassina." Ele observa as exceções são o Khmer Vermelho (em termos relativos) e o governo de Mao na China (em termos absolutos).

#### Terror Vermelho
Durante a Guerra Civil Russa, ambos os lados desencadearam campanhas de terror (terror vermelho e terror branco). O Terror Vermelho culminou com a execução sumária de dezenas de milhares de "inimigos do povo" pela polícia política, a Tcheka. Muitas vítimas eram "reféns burgueses" reunidos e mantidos à disposição para a execução sumária em represália a qualquer suposta provocação contrarrevolucionária. Muitos foram mortos durante e após a supressão de revoltas, como as de Kronstadt e Tambov. O professor Donald Rayfield afirma que "a repressão que se seguiu às rebeliões em Kronstadt e Tambov sozinhas resultaram em dezenas de milhares de execuções." Um grande número de clérigos ortodoxos também foram mortos.
A política de descossaquização ascendeu a uma tentativa dos líderes soviéticos de "eliminar, exterminar, e deportar a população de um território inteiro", de acordo com Nicolas Werth. Nos primeiros meses de 1919, cerca de 10.000 a 12.000 cossacos foram executados e muitos mais deportados após suas aldeias serem arrasadas.

#### Yezhovshchina(Grande Expurgo)

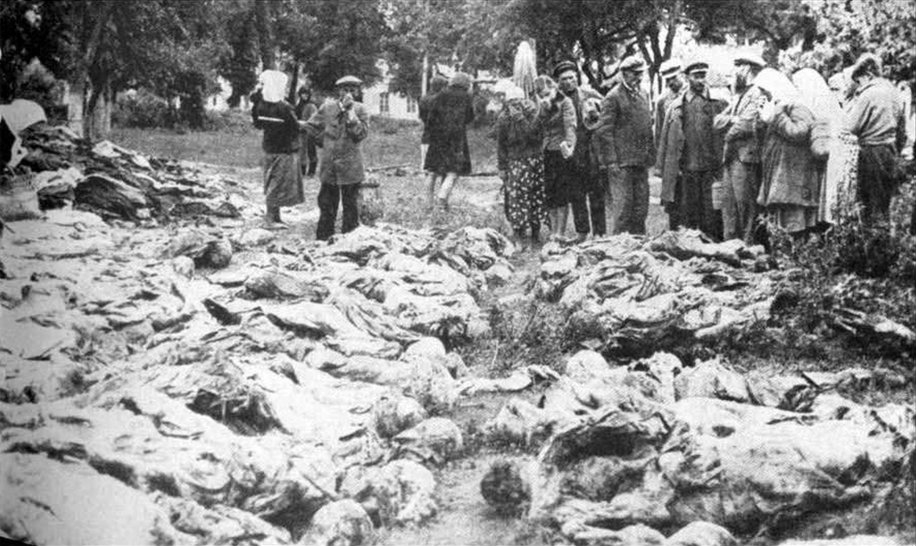
Vinnytsia, Ucrânia, Junho de 1943: valas comuns datadas de 1937-1938 são abertas revelando centenas de corpos exumados para a identificação por familiares.

Tentativas de Stalin para consolidar sua posição como líder único da União Soviética levaram a uma escalada de detenções e execuções de várias pessoas, culminando em 1937-1938 (período por vezes referido como o Yezhovshchina, ou "era Yezhov"), e continuando até a morte de Stalin em 1953. Cerca de 700 mil pessoas foram executadas com um único tiro na nuca, outras pessoas morreram de espancamentos e tortura, enquanto em "custódia investigativa" e no Gulag devido à fome, frio, doenças e exaustão.
Prisões foram feitas tipicamente citando leis contrarrevolucionárias (como o Artigo 58 do código penal russo), que incluíram falhas em relatar ações traiçoeiras e, numa alteração adicionada em 1937, deixando de cumprir seus deveres designados. Nos casos investigados pelo Departamento de Segurança do Estado do NKVD (GUGB NKVD) de Outubro 1936 a Novembro de 1938, pelo menos 1.710.000 pessoas foram presas e 724.000 pessoas executadas.
Em relação à perseguição ao clero, Michael Ellman afirmou que "...o terror de 1937-1938 contra o clero da Igreja Ortodoxa Russa e de outras religiões (Binner & Junge 2004) também pode ser qualificada como genocídio". Citando documentos da igreja, Alexander Nikolaevich Yakovlev estimou que mais de 100.000 padres, monges e freiras foram executados durante este tempo (ver: Perseguição aos Cristãos na União Soviética).
Segundo Orlando Figes, ex-kulaks e suas famílias compunham a maioria das vítimas, com 669,929 pessoas presas e 376.202 executados.

##### Operações em massa da NKVD
Na década de 1930, a NKVD realizou uma série de operações nacionais, que visavam alguns "contingentes nacionais" suspeitos da atividades contrarrevolucionárias. Um total de 350.000 foram presos e 247.157 foram executados. Destes, a operação polonesa, que teve como alvo os membros da já não existente POW (Polska Organizacja Wojskowa Organização Militar Polonesa) parece ter sido a maior, com 140.000 prisões e 111.000 execuções. Embora estas operações possam constituir genocídio, conforme definido pela Convenção das Nações Unidas, ou um "mini genocídio" de acordo com Montefiore, não existe ainda nenhuma decisão oficial sobre a qualificação jurídica desses eventos.

##### Grande Expurgo na Mongólia
No verão/outono de 1937, Josef Stalin enviou agentes da NKVD para a República Popular da Mongólia e iniciou a repressão stalinista na Mongólia, no qual cerca de 22.000 a 35.000 pessoas foram executadas. Cerca de 18.000 vítimas eram lamas budistas.

#### Assassinatos soviéticos durante a II Guerra Mundial
Em Setembro de 1939, após a invasão soviética da Polônia, forças-tarefa da NKVD começaram a retirar "elementos hostis aos soviéticas" dos territórios ocupados. A NKVD praticava torturas sistematicamente, que muitas vezes resultavam em morte.
Um dos crimes de guerra soviéticos mais notórios ocorreu na primavera de 1940, quando a NKVD executou cerca de 21.857 prisioneiros de guerra poloneses e líderes intelectuais no que tornou-se conhecido como o massacre de Katyn. De acordo com o Instituto da Memória Nacional, 150.000 cidadãos poloneses morreram devido à repressão soviética aos cidadãos poloneses durante a guerra e após.

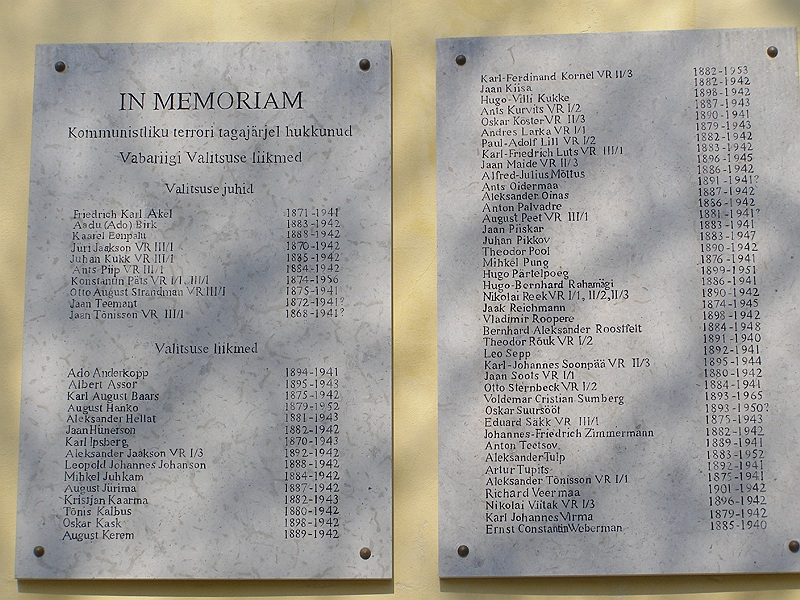
Placa no edifício sede do governo da Estônia (Toompea), em memória aos membros do governo mortos pelo terror comunista.

Execuções também foram realizadas após a ocupação das Repúblicas Bálticas. E durante as fases iniciais da Operação Barbarossa, a NKVD e unidades anexas do Exército Vermelho massacraram prisioneiros e opositores políticos em dezenas de milhares antes de fugir do avanço das forças do Eixo.

### República Popular da China
O Partido Comunista da China subiu ao poder na China em 1949, quando a revolução comunista chinesa terminou uma longa e sangrenta Guerra Civil Chinesa entre os comunistas e os nacionalistas do Kuomintang. Há um consenso geral entre os historiadores que, depois que Mao Tsé-Tung tomou o poder, as suas políticas e expurgos políticos provocaram direta ou indiretamente a morte de dezenas de milhões de pessoas.
 Com base na experiência dos soviéticos, Mao considerou a violência necessária para alcançar uma sociedade ideal derivada do marxismo, planejando e executando uma violência em grande escala.

#### Reforma agrária e eliminação dos contrarrevolucionários
Os primeiros assassinatos em grande escala sob Mao tiveram lugar durante a reforma agrária e a campanha contrarrevolucionária. Em materiais de estudo oficiais publicados em 1948, Mao previra que "um décimo dos camponeses" (ou cerca de 50 milhões) "teria que ser destruído" para facilitar a reforma agrária. Os números reais dos mortos na reforma agrária são creditados como inferiores mas, pelo menos, um milhão.
A supressão dos contrarrevolucionários voltou-se principalmente aos ex-funcionários e intelectuais do Kuomintang suspeitos de deslealdade. Pelo menos 712.000 pessoas foram executadas, 1.290.000 foram presas em campos de trabalho e 1.200.000 eram "sujeitos a controle em vários momentos."

#### Grande Salto Adiante
Benjamin Valentino diz que o "Grande Salto Adiante" foi uma das causas da fome de 1958-1961 na China e que os piores efeitos da fome foram direcionados contra os inimigos do regime. Aqueles rotulados como "elementos negros" (líderes religiosos, direitistas, camponeses ricos, etc.) desde o início da campanha morreram em maiores números, sem que lhes fosse dada a menor prioridade na alocação de alimentos. Em de Mao's Great Famine, o historiador Frank Dikötter escreve que "a coerção, o terror e a violência sistemática eram a própria base do Grande Salto Adiante" e "motivou um dos mais letais assassinatos em massa da história humana." Sua pesquisa em arquivos chineses locais e provinciais indica o número de mortos foi de pelo menos 45 milhões, e que "na maioria dos casos o partido sabia muito bem que estava matando seu próprio povo de fome." Numa reunião secreta em Xangai, em 1959, Mao emitiu ordens a fim de confiscar um terço de todos os grãos do campo. Ele disse: "Quando não há o suficiente para comer as pessoas morrem de fome. É melhor deixar que metade das pessoas morram para que a outra metade possa comer." Dikötter estima que pelo menos 2,5 milhões de pessoas foram sumariamente mortas ou torturadas até a morte durante este período.

#### A grande revolução cultural proletária
Os sinologistas Roderick MacFarquhar e Michael Schoenhals estimam que entre 750 mil e 1,5 milhão de pessoas foram mortas na violência da Revolução Cultural, só na China rural. À Guarda Vermelha de Mao foi dada carta branca para abusar e matar os inimigos da revolução. Por exemplo, em Agosto de 1966, mais de 100 professores foram assassinados por seus próprios alunos, só no oeste de Pequim.

### Kampuchea Democrático (Camboja)

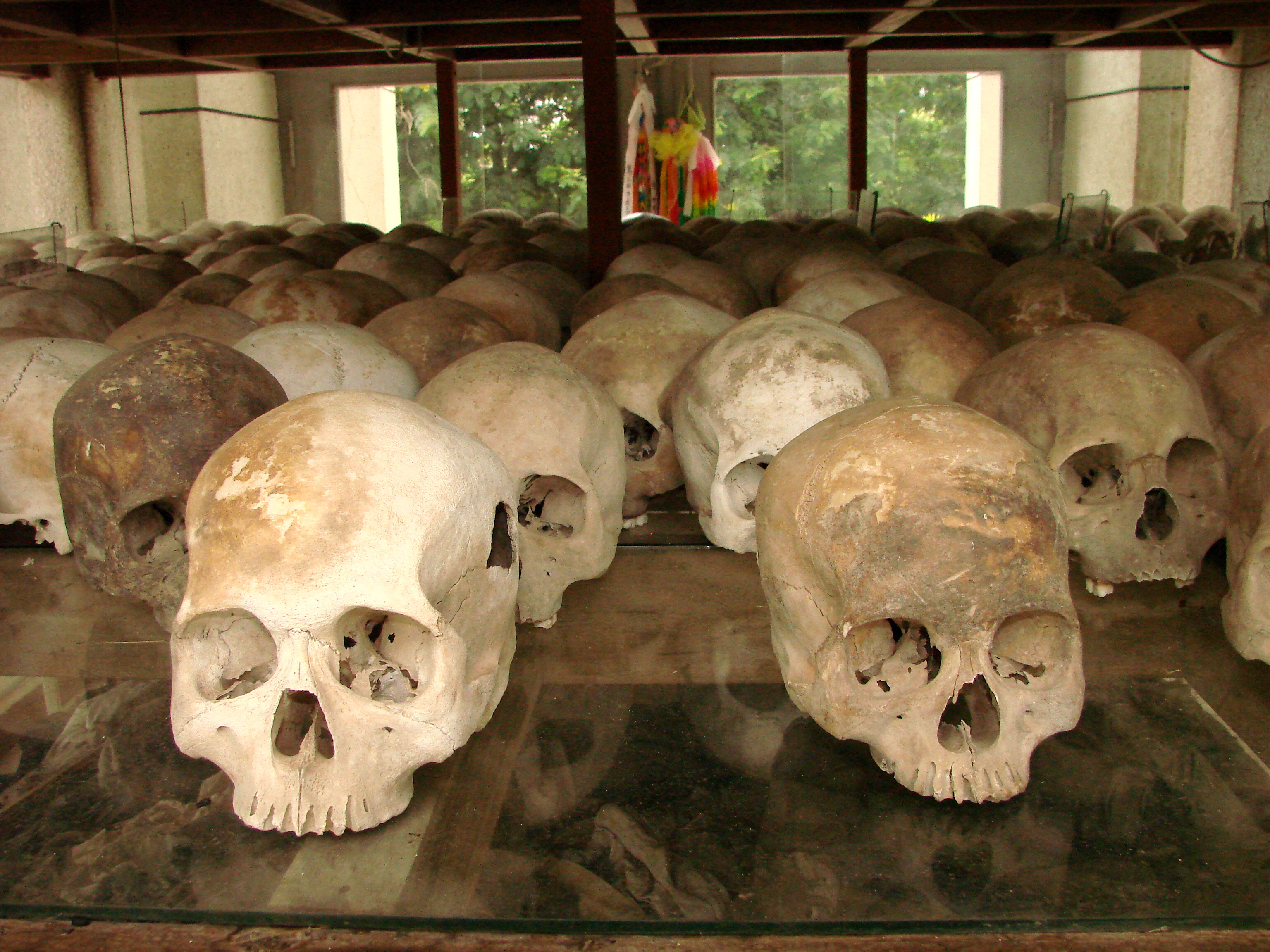
Estela de crânios em Cheung Ek, no Camboja.

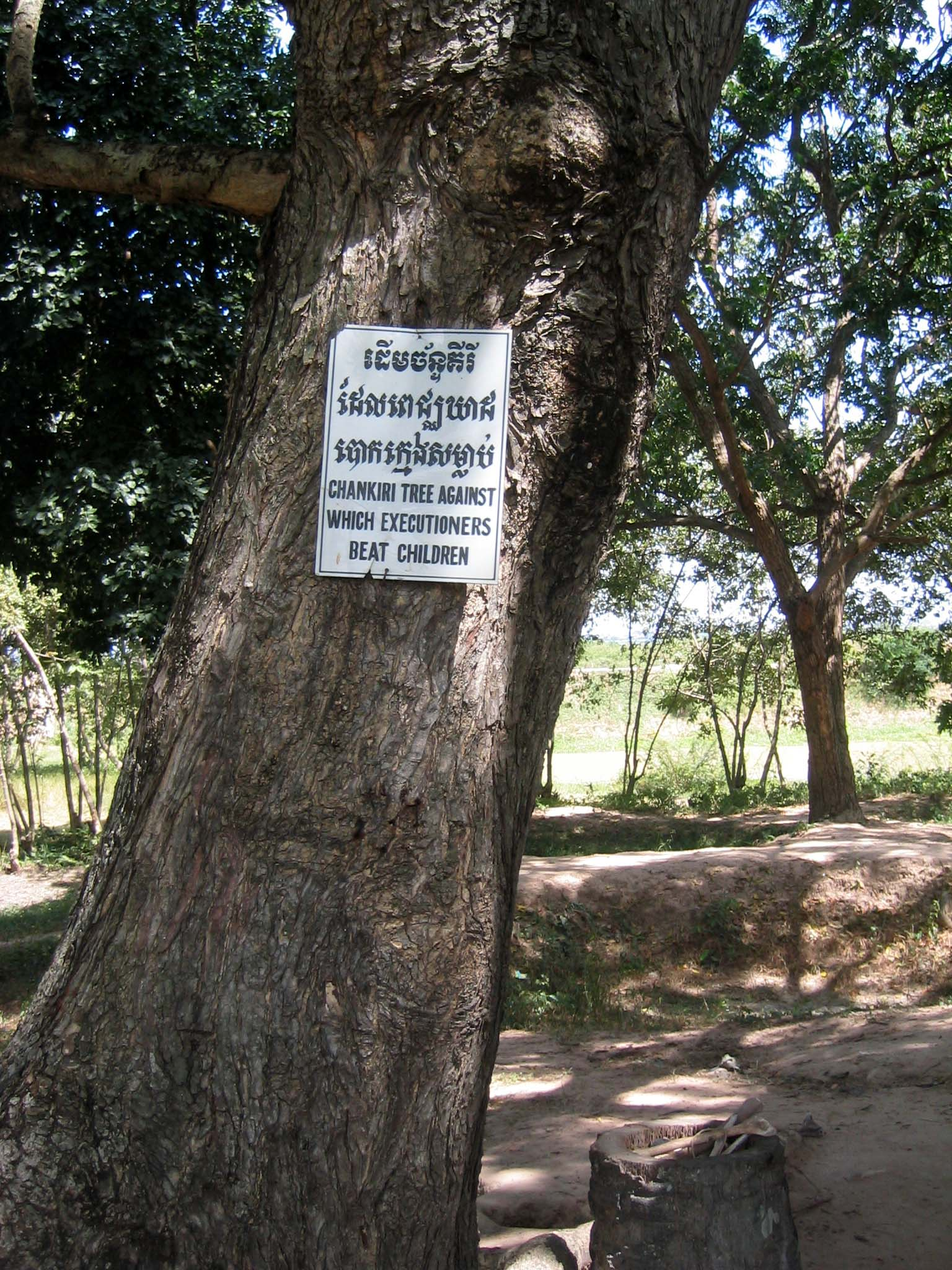
Crianças foram fatalmente esmagadas contra a Árvore Chankiri (campo da morte) em Choeung Ek no Camboja.

Helen Fein, uma estudiosa de genocídios, observa que, embora os líderes do Camboja declarassem adesão a uma versão exótica de doutrina comunista agrária, a ideologia xenófoba do regime do Khmer Vermelho se assemelha mais um fenômeno do nacional-socialismo ou do fascismo. Daniel Goldhagen explica que o Khmer Vermelho foi xenófobo, porque acreditava que o povo Khmer era "um povo autêntico, capaz de construir o verdadeiro comunismo". O sociólogo Martin Shaw descreveu o genocídio cambojano como "o genocídio mais puro da era da Guerra Fria".

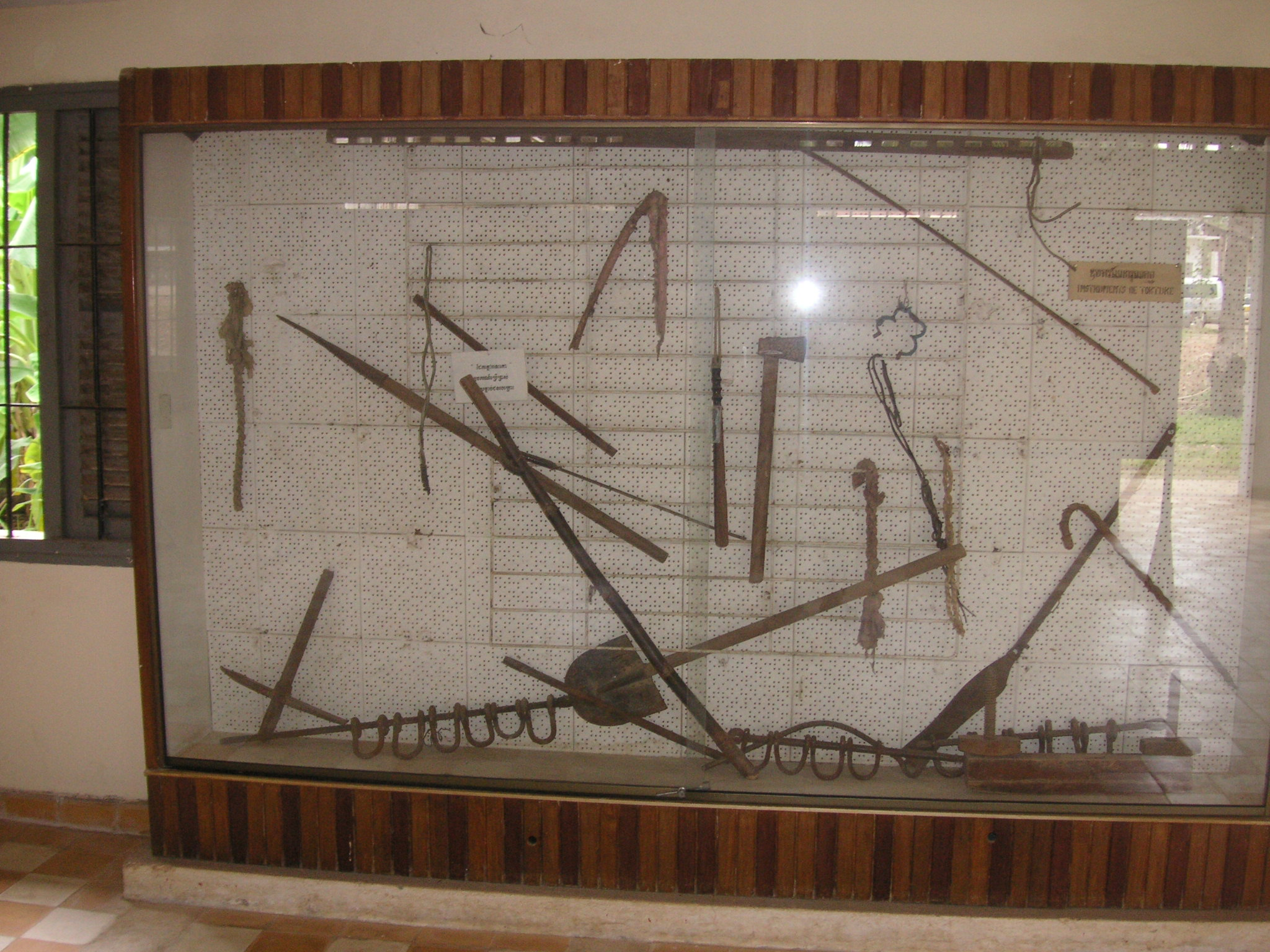
Instrumentos de tortura no museu Tuol Sleng.

Os campos da morte foram locais no Camboja, onde um grande número de pessoas foram mortas e enterradas pelo Khmer Vermelho, durante o regime deste no país de 1975 a 1979, imediatamente após o final da Guerra do Vietnã. Pelo menos 200.000 pessoas foram executadas, enquanto estimativas do número total de mortes resultantes de suas políticas, incluindo a doença e fome, situam-se na faixa de 1,4 a 2,2 milhões numa população de cerca de 7 milhões.
O "Kampuchea Democrático" (Camboja sob o Khmer Vermelho) experimentou dificuldades graves devido aos efeitos da guerra e interrompeu a atividade econômica. De acordo com Michael Vickery, 740,800 pessoas no Camboja numa população de cerca de 7 milhões de pessoas morreram devido à doença, excesso de trabalho e repressão política. Outras estimativas sugerem cerca de 1,7 milhões e é descrito pelo programa de genocídio cambojano da Universidade de Yale como "uma das piores tragédias humanas do século passado".
O pesquisador Craig Etcheson do Centro de Documentação do Camboja sugere que o número de mortos era entre 2 e 2,5 milhões, com uma figura "mais provável" de 2,2 milhões. Após 5 anos de pesquisa em cerca de 20.000 locais de sepultura, ele conclui que "estas valas comuns contêm os restos de 1,112,829 vítimas de execução."
Steven Rosefielde afirma que o Kampuchea Democrático foi o mais mortífero de todos os regimes comunistas em uma base per capita, principalmente porque ele "não tinha um núcleo produtivo viável" e "não conseguiu estabelecer limites sobre o assassinato em massa".
Em 1997, o governo do Camboja pediu a assistência das Nações Unidas para criar o tribunal do Khmer Vermelho. Aos juízes que investigaram foram apresentados os nomes de cinco possíveis suspeitos pelo Ministério Público em 18 de Julho de 2007. Em 19 de Setembro de 2007, Nuon Chea, segundo no comando do Khmer Vermelho e seu membro sobrevivente mais antigo, foi acusado de crimes de guerra e crimes contra a humanidade mas, não foi acusado de genocídio. Ele vai enfrentar juízes cambojanos e estrangeiros no tribunal especial para o genocídio.

### Outros
Assassinatos em massa também ocorreram no Vietnã, Coreia do Norte e  Romênia. Tem sido sugerido que também podem ter ocorrido assassinatos em massa (em menor escala) em outros estados comunistas, como a Bulgária e Alemanha Oriental, embora a escassez de documentação oficial impeça um julgamento definitivo sobre a escala desses eventos.

#### República Popular da Bulgária
De acordo com Benjamin Valentino, a evidência disponível sugere que entre 50.000 e 100.000 pessoas podem ter sido mortas na República Popular da Bulgária começando em 1944 como parte de coletivização agrícola e repressão política, embora a documentação seja insuficiente para fazer um julgamento definitivo. Dinyu Sharlanov, em seu livro History of Communism in Bulgaria, calcula que o regime foi responsável por cerca de 31.000 mortes sob o regime entre 1944 e 1989.

#### República Democrática Alemã (Alemanha oriental)

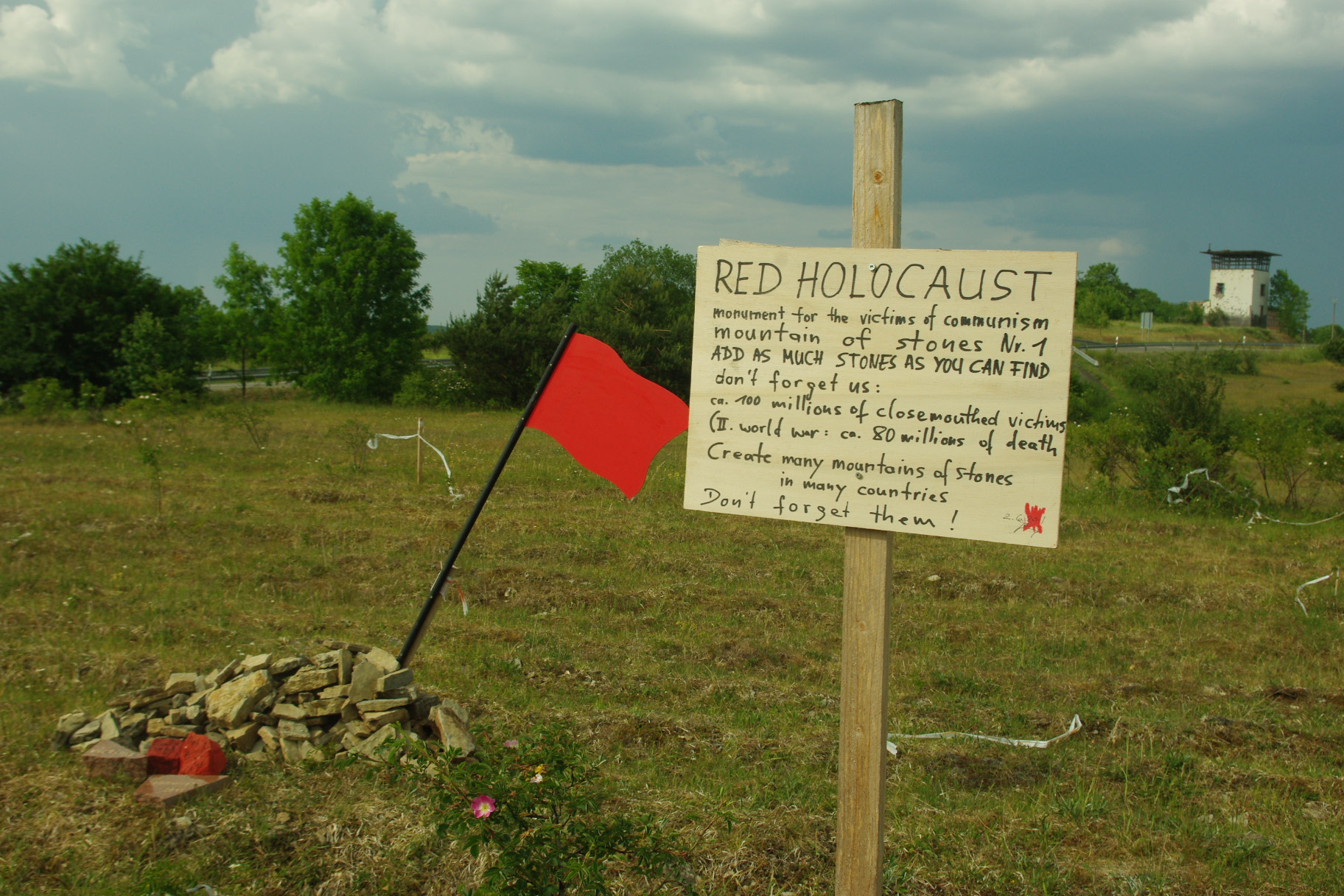
HOLOCAUSTO VERMELHO.
Monumento para as vítimas do comunismo.
Monte de pedras Nº 1.
ADICIONE QUANTAS PEDRAS VOCÊ PUDER ENCONTRAR.
Não se esqueça de nós:
cerca de 100 milhões de vítimas.
II Guerra Mundial: cerca de 80 milhões de mortos
Crie muitos montes de pedras em muitos países.
Não se esqueça deles!
Memorial na Alemanha. (Jimmy Fell, 2011).

De acordo com Valentino, entre 80.000 e 100.000 pessoas podem ter sido mortas na Alemanha Oriental a partir de 1945 como parte da repressão política pela URSS.

#### República Socialista da Romênia
De acordo com Valentino, entre 60.000 e 300.000 pessoas podem ter sido mortas na República Socialista da Romênia começando em 1945 como parte de coletivização agrícola e repressão política.

#### Coreia do Norte
De acordo com R. J. Rummel, execuções, campos de concentração e trabalhos forçados foram responsáveis por mais de um milhão de mortes na República Popular Democrática da Coreia de 1948 a 1987. Outros estimam cerca de 400.000 mortes apenas em campos de concentração. Pierre Rigoulot estima 100.000 execuções, 1,5 milhões de mortes através de campos de concentração e trabalho escravo, 500.000 mortes por fome, e 1,3 milhões de mortos na guerra da Coreia. Estimativas baseadas no mais recente censo norte-coreano sugerem que de 240.000 a 420.000 pessoas morreram na década de 1990 como resultado da Grande fome na Coreia do Norte e que havia 600.000 para 850.000 mortes em excesso na Coreia do Norte entre 1993 e 2008. A fome, que muitos apontam ter ceifado algo como um milhão de vidas, tem sido descrita como o resultado das políticas econômicas do governo norte-coreano, e, como "terror-inanição" deliberado. Em 2009, Steven Rosefielde afirmou que o Holocausto Vermelho "ainda persiste na Coreia do Norte", visto que Kim Jong Il "se recusa a abandonar o assassinato em massa".

#### Vietnã do Norte
No início da década de 1950, o governo comunista no Vietnã do Norte lançou um programa de reforma agrária, que, de acordo com Steven Rosefielde, estava "destinado a exterminar inimigos de classe". As vítimas eram escolhidas de forma arbitrária, na sequência de uma quota de quatro a cinco por cento. A tortura foi utilizada em grande escala, tanto que em 1954, Ho Chi Minh preocupado com esta situação, proibiu esta prática. Estima-se que cerca de 50.000 a 172.000 pessoas morreram nas campanhas contra fazendeiros ricos e proprietários de terras. Rosefielde discute estimativas muito mais elevadas que variam de 200.000 a 900.000, que inclui execuções sumárias de membros do Partido Nacional do Povo.

#### República Democrática Popular da Etiópia
A Anistia Internacional estima que um total de meio milhão de pessoas foram mortas durante o Terror Vermelho de 1977 e 1978. Durante o terror grupos de pessoas foram levadas para igrejas que foram então incendiadas, e mulheres eram submetidas a violência sexual sistemática por soldados. A Save the Children informou que as vítimas do terror vermelho incluíam não só os adultos, mas 1.000 ou mais crianças, na sua maioria com idades entre onze e treze anos, cujos cadáveres foram deixados nas ruas de Adis Abeba. O dirigente Mengistu Haile Mariam é acusado de ter matado os opositores políticos com as próprias mãos. O evento é comemorado no Museu Memorial dos Mártires do Terror Vermelho, próximo da Praça Meskel, no centro da capital Adis Abeba.

#### Hungria
Durante a curta existência da República Soviética Húngara em 1919, o grupo conhecido como os Meninos de Lenin cometeu crimes contra adversários políticos. Este período ficou conhecido como vörösterror (Terror Vermelho).
| “ | Os "Meninos de Lenin"... estão bem armados com rifles, granadas de mão e metralhadoras. Em uma cidade estadounidense seriam chamados de gângsters, mas na ausência de um governo responsável, eles são capazes de atuar livremente. Até agora, de acordo com pessoas de Budapeste, cometeram apenas assaltos, mas dotados de instintos criminosos e desejo de poder, não há como dizer quando poderão começar a praticar grandes crimes. | ” |

Após a II Guerra Mundial, a Államvédelmi Hatóság (Autoridade de Proteção do Estado) manteve campos de concentração e praticou genocídio.

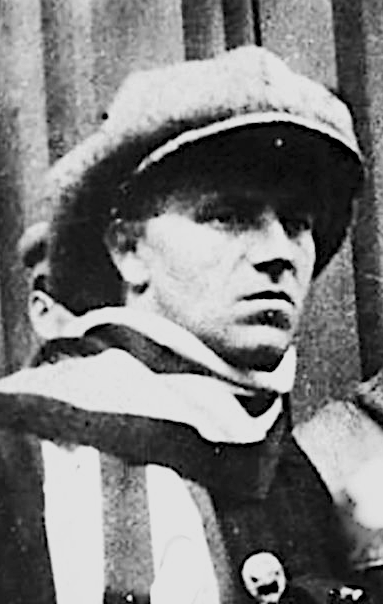
József Cserny (1892-1919) comandante dos Meninos de Lenin.
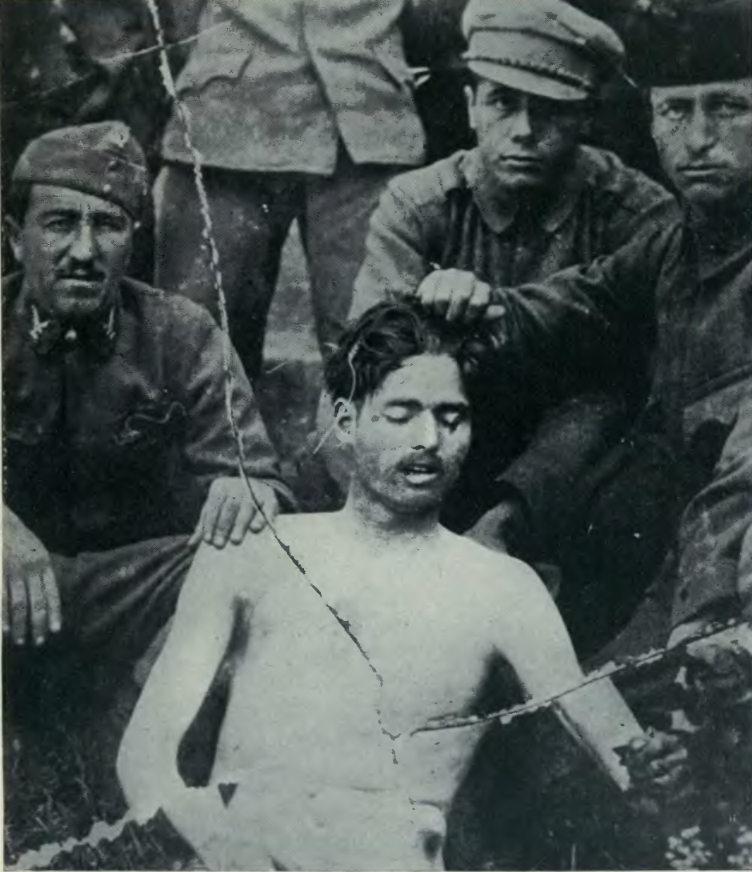
Vítima do vörösterror na primavera de 1919.
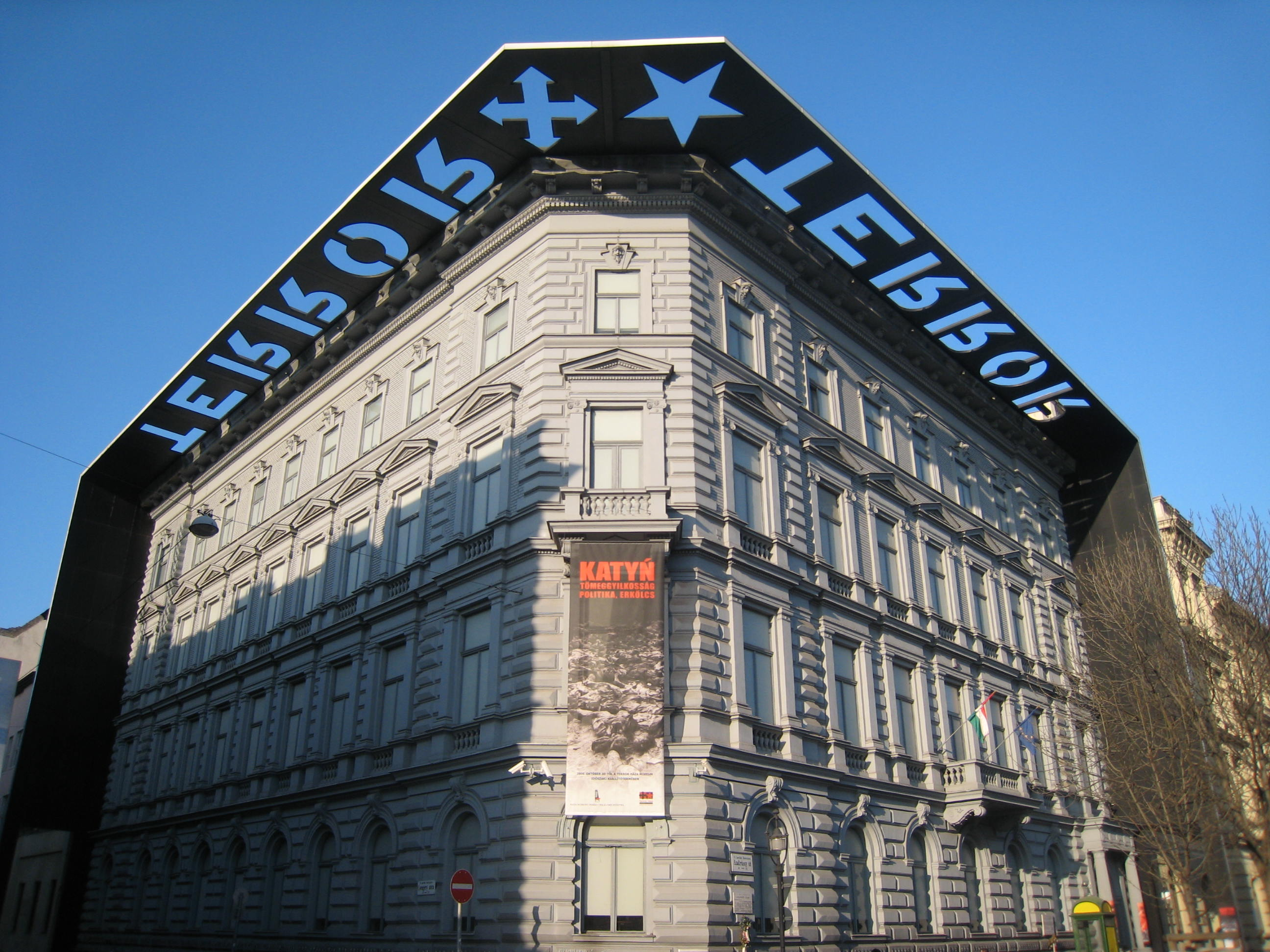
Museu Casa do Terror em Budapeste. Aborda os regimes nazifascista e comunista da Hungria e homenageia suas vítimas, algumas mortas neste mesmo edifício.

## Controvérsias

### República Democrática do Afeganistão
O exemplo de genocídio comunista, a República Democrática do Afeganistão representa um caso-limite, de acordo com Frank Wayman e Atsushi Tago. Após a invasão soviética, em 1979, os comunistas instalaram um governo fantoche de Babrak Karmal (classificado como um "idiota útil" por Yuri Bezmenov),[carece de fontes?] o qual sempre permaneceu em um estado constante de guerra com a parcela restante da oposição que não foi morta durante a invasão. Por volta de 1987, cerca de 80% do território do país não era controlado permanentemente nem o governo pró-comunista (apoiado as tropas soviéticas), nem pela oposição armada. Para fazer pender a balança, a União Soviética usou uma tática que foi uma combinação de política de "terra arrasada" e "genocídio migratório" pela queima sistemática de plantações, destruição aldeias nas províncias rebeldes e, pelo bombardeio de represália de aldeias inteiras suspeitas de abrigar ou apoiar a resistência, os soviéticos tentaram forçar a população local para passar para o território sob seu controle, privando assim a oposição armada de seu apoio.  No momento em que os soviéticos se retiraram em 1989, da 1 a 1,5 milhões de pessoas tinham sido mortas, civis em sua maioria afegãos, e um terço da população do Afeganistão havia sido deslocada nesta migração forçada.  M. Hassan Kakar argumentou que "os afegãos estão entre as últimas vítimas de genocídio por uma superpotência." Valas comuns de prisioneiros executados datados da era soviética foram exumados.

### Fome soviética de 1932–1933
Dentro da URSS, mudanças forçadas nas políticas agrícolas (coletivização forçada na União Soviética), negligências por parte do governo comunista (intencionais) e secas causaram a fome soviética de 1932-1933. A fome era mais grave na República da Ucrânia, o que é muitas vezes é referenciado como o Holodomor. Uma parte significativa das vítimas da fome (3 a 3,5 milhões) eram ucranianos, enquanto o número total de vítimas na União Soviética é estimada entre 6 e 8 milhões  
Alguns estudiosos têm argumentado que as políticas stalinistas que causaram a fome podem ter sido concebidas como um ataque contra a ascensão do nacionalismo ucraniano e, portanto, pode cair sob a definição legal de genocídio. O economista Michael Ellman argumenta que as ações do regime soviético em 1930-34 constituem "uma série de crimes contra a humanidade." Benjamin Valentino observa que "há fortes evidências de que as autoridades soviéticas usaram a fome como uma arma para esmagar a resistência camponesa à coletivização" e que "as mortes associadas a esses tipos de políticas cumprem os critérios para a matança em massa." Timothy Snyder, professor de história na Universidade de Yale, afirma que em 1933 "Josef Stalin estava deliberadamente matando a Ucrânia de fome" através de uma "campanha impiedosa de requisições que iniciou a era de assassinato em massa da Europa".
Durante o governo de Viktor Yushchenko, (2004-2010), a Ucrânia tentou fazer o mundo reconhecer a fome como um genocídio. Um movimento que foi apoiado por uma série de governos estrangeiros. O governo russo veementemente rejeitou a ideia, acusando Yuschenko de politização da tragédia. Em projeto de resolução, a Assembleia Parlamentar do Conselho da Europa declarou que a fome foi causada pelas "ações cruéis e deliberadas e políticas do regime soviético" e foi responsável pela morte de "milhões de pessoas inocentes" na Ucrânia, Bielorrússia, Cazaquistão, Moldávia e Rússia. Em relação à sua população, acredita-se que o Cazaquistão teria sido o mais prejudicado  (ver: Fome cazaque de 1930-1933). Em relação ao caso do Cazaquistão, Michael Ellman afirma que "parece ser um exemplo de "genocídio por negligência", que está fora do âmbito do Convenção das Nações Unidas (Schabas 2000, pp 226 -. 228)."

### Transferências populacionais
O governo soviético durante a Era Stalin realizou uma série de deportações numa escala enorme que afetou significativamente o mapa étnico da URSS. Deportações ocorreram em condições subhumanas e extremamente duras, muitas vezes em carros de boi, com centenas de milhares de deportados morrendo no caminho. Alguns especialistas estimam que o número de mortes por deportações poderia ser tão alta quanto um em cada três em certos casos. Em relação ao destino dos tártaros da Crimeia, Amir Weiner, da Universidade de Stanford escreve que a política poderia ser classificada como "limpeza étnica". No livro Century of Genocide, Lyman H Legters escreve: "Nós não podemos falar propriamente de um genocídio concluído, apenas um processo que foi genocida em sua potencialidade."

### Tibete

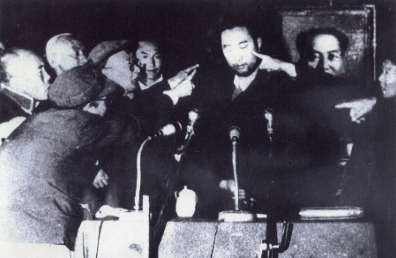
Panchen Lama sendo submetido a uma "sessão de luta" (em tibetano thamzing) em 1964.

De acordo com O Livro Negro do Comunismo, os comunistas chineses realizaram um genocídio cultural contra os tibetanos. Jean-Louis Margolin afirma que as mortes foram proporcionalmente maiores no Tibete do que a China admite, e que "pode-se falar legitimamente de massacres genocidas por causa dos números envolvidos." De acordo com o Dalai Lama e a Administração Central Tibetana, "tibetanos não só foram alvejados, mas também espancados até a morte, crucificados, afogados, mutilados, mortos por fome, estrangulados, enforcados, queimados vivos, enterrados vivos, esquartejados e decapitados".
Adam Jones, especialista canadense em genocídios observa que, nas "sessões de luta" autorizadas pelos chineses contra os "reacionários", após a revolta no Tibete em 1959, "...quadros comunistas denunciavam, torturavam e, frequentemente, executavam inimigos do povo." As sessões de luta consistiam em sessões de execuções, agressões e humilhações públicas e coletivas aplicadas contra indivíduos considerados "politicamente incorretos". Estas sessões resultaram em 92.000 mortes numa população de cerca de 6 milhões.

### Inclusão de fome como assassinato
O jornalista e autor Seumas Milne questionou se as mortes por fome devem ser consideradas equivalentes aos assassinatos de estado, uma vez que dados demográficos utilizados para estimar as mortes pela fome podem não ser confiáveis.
Benjamin Valentino escreve que, "Embora nem todas as mortes devido à fome nesses casos tenham sido intencionais, os líderes comunistas dirigiram os piores efeitos da fome contra seus supostos inimigos e usou a fome como uma arma para forçar milhões de pessoas a estar em conformidade com as diretrizes do estado."
Daniel Goldhagen argumenta que, em alguns casos, as mortes por fome não devem ser distinguidas de assassinato em massa: "Sempre que os governos não tentam aliviar as condições de fome, os líderes políticos decidiram não dizer não a morte em massa. Em outras palavras, eles disseram que sim." Ele afirma que a fome era usada ou deliberadamente tolerada por soviéticos, alemães, chineses comunistas, britânicos no Quênia, os hauçás contra os Ibo na Nigéria, Khmer Vermelho, comunistas norte-coreanos, Etíopes na Eritreia, Zimbabwe contra regiões de oposição política e políticos islâmicos no sul do Sudão e em Darfur.

## Executores notáveis
O Major-General Vasili Blokhin, carrasco chefe de Stalin na prisão da KGB em Lubianka, pessoalmente atirou em milhares de prisioneiros e é considerado por alguns historiadores como o carrasco mais prolífico na história.

## Processos legais por genocídio e negação

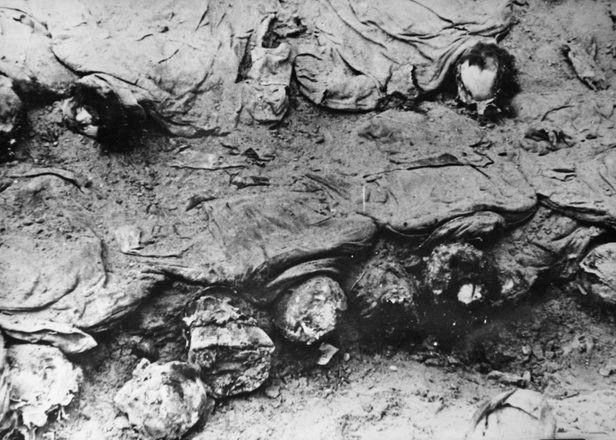
Exumação em Katyn, 1943. Foto da delegação do Comitê Internacional da Cruz Vermelha.

O ex-governante da Etiópia Mengistu Haile Mariam foi condenado por genocídio, crimes de guerra e crimes contra a humanidade e condenado à morte por um tribunal etíope por seu papel no terror Vermelho, e o membro sobrevivente mais alto na hierarquia do Khmer Vermelho foi acusado de tais crimes. No entanto, nenhum país comunista ou órgão de gestão já foi condenado por genocídio. As leis etíopes são distintas das da ONU e outras definições na medida em que define genocídio como a intenção de acabar apenas com grupos étnicos e não políticos. A este respeito, se assemelha a distinção de politicídio.
De acordo com as leis da República Tcheca, a pessoa que nega publicamente ou, coloca em dúvida, aprova ou tenta justificar os genocídios nazista e comunista ou outros crimes de nazistas ou comunistas será punido com prisão de 6 meses a 3 anos. Em Março de 2005, o Sejm da Assembleia Nacional da Polónia solicitou por unanimidade que a Rússia classificasse o massacre de Katyn, a execução de mais de 21.000 líderes de prisioneiros de guerra poloneses e intelectuais pela NKVD de Stalin, como um crime de genocídio. Alexander Savenkov procurador do ministério público federal da Rússia respondeu: "a versão de genocídio foi examinada, e é minha firme convicção de que não há absolutamente nenhuma base para falar sobre isso em termos judiciais". Em Março de 2010, a Memorial pediu ao presidente russo Dmitri Medvedev que este denunciasse o massacre como um crime contra a humanidade. Em 26 de Novembro de 2010, a Duma Federal russa emitiu uma declaração de que material de arquivo "não só revela a escala de sua terrível tragédia, mas também fornece evidências de que o crime de Katyn foi cometido sob ordens diretas de Stalin e outros líderes soviéticos ".
Em Agosto de 2007, Arnold Meri, um veterano estoniano do Exército Vermelho e primo do ex-presidente estoniano Lennart Meri, enfrentou acusações de genocídio por parte das autoridades da Estônia por participar das deportações de estonianos em Hiiumaa em 1949. O julgamento foi interrompido quando Meri morreu 27 de Março de 2009, aos 89 anos de idade. Ele negou a acusação, caracterizando-a como difamação com motivação política: "Eu não me considero culpado de genocídio", disse ele.
Em 26 de Julho de 2010, Kang Kek Iew ("camarada Duch"), diretor da prisão S-21 (hoje, museu Tuol Sleng) no "Kampuchea Democrático", onde mais de 14.000 pessoas foram torturadas e depois assassinadas (principalmente na vizinha Choeung Ek), foi condenado por crimes contra a humanidade e condenado a 35 anos. Sua sentença foi reduzida para 19 anos, em parte porque ele já havia sido encarcerado por 11 anos.